# メアリー・ピーターズ・フィーザー
メアリー・ピーターズ・フィーザー（Mary Peters Fieser、1909年5月27日 - 1997年3月22日）は、アメリカ合衆国の有機化学者である。多数の有機化学の教科書を夫のルイス・フィーザーと共に執筆したことで知られる。

## 生涯
カンザス州アッチソンで1909年5月27日に生まれた。父のロバート・ピーターズは大学の英語の教授だった。父がカーネギー工科大学（現 カーネギーメロン大学）の教授に就任したのに伴い、一家はペンシルベニア州ハリスバーグに転居した。ブリンマー大学に入学して化学を専攻し、1930年に学士号を取得した。
大学在学中に、後に夫になるルイス・フィーザーと出会った。ルイスはブリンマー大学の教授で、メアリーの卒業論文指導教官だった。ルイスは1930年にハーバード大学に移籍することになり、メアリーはルイスの下で化学の勉強を続けたいと考えた。しかし、当時のハーバード大学は男子校だったため、ハーバード大学の化学の授業を受けるためには、ハーバードと提携した女子校のラドクリフ大学に入学しなければならなかった。ハーバードの分析化学の教授のグレゴリー・P・バクスターは、男子学生のいる実験室にメアリーが入ることを許さず、近くの建物の地下室で、誰の指導を受けることもなく実験をしなければならなかった。メアリーは1936年にラドクリフ大学から化学の修士号を取得したが、「自分だけでは上手くいかないとわかっていたし、（夫となったルイス・フィーザーとともに）好きなように化学（の研究）ができる」として、博士課程には進まなかった。
メアリーとルイスは1932年に結婚し、ルイスが1977年に死去するまで、2人は共同で研究した。夫妻の最初の共同研究の対象はキノンとステロイドであり、ビタミンK、コルチゾン、抗マラリア化合物ラピノンの合成法を開発した。また、夫妻は共同で多数の教科書を執筆した。最初の本である1944年の"Organic Chemistry"（有機化学）は、アメリカだけでなくヨーロッパでもベストセラーとなり、増刷が重ねられた。1967年、夫妻は"Reagents for Organic Synthesis"（有機合成の試薬）の執筆を開始し、ルイスの死の直前に6巻まで完成した。メアリーは協力者と共に執筆を続けた。1959年には"Style Guide for Chemists"（化学者のためのスタイルガイド）を発表し、同年、モノグラフ"Steroids "を発表した。
メアリー・フィーザーは、ハーバード大学で研究を始めてから29年後に研究員(Research Fellow)となるまで、大学から正式な有給の地位を得ていなかった。1971年、アメリカ化学会が優れた女性研究者に贈るガルバン・オリーン賞を受賞した。
メアリー・フィーザーは1997年3月22日にマサチューセッツ州ベルモントで死去した。ルイスとの間に子供はいなかったが、多数の猫を飼っており、メアリーの本の序文には猫のイラストが描かれていた。
ハーバード大学の有機化学の学部生のための実験室は、夫妻に因んで「ルイス・アンド・メアリー・フィーザー実験室」と名づけられている。2008年、ハーバード大学は、化学の分野において過小評価されている女性や少数派の研究者を支援するための、メアリー・フィーザー・ポスドク・フェローシップを設立した。